# Dopesick
Dopesick is een Amerikaanse drama-miniserie, die werd bedacht door Danny Strong en is gebaseerd op het boek Dopesick: Dealers, Doctors, and the Drug Company that Addicted America van de Amerikaanse auteur Beth Macy. De achtdelige serie werd voor de eerste keer uitgezonden van 13 oktober 2021 tot 17 november 2021 op de streamingdienst Hulu.

## Samenvatting
De serie belicht de Amerikaanse opioïdencrisis in de Verenigde Staten rond de jaren 2000 door de ontwikkeling, agressieve vermarkting en maatschappelijke impact van de pijnstiller OxyContin (een merknaam van Oxycodon).
Het verhaal ontvouwt zich in een mijnwerkersdorpje in de staat Virginia, waar de lokale arts, Dr. Samuel Finnix, ter goeder trouw de nieuwe pijnstiller OxyContin voorschrijft aan zijn patiënten, waarna enkele patiënten al snel verslaafd worden. De verdere ontwikkeling van het verhaal onderzoekt de impact hiervan op de patiënten enerzijds en de gemeenschap anderzijds. Tegelijkertijd wordt ingezoomd op de verschillende belangenconflicten tussen de Food and Drug Administration, Purdue Pharma en het Amerikaanse Ministerie van Justitie, evenals de pogingen van Bridget Meyer - agent bij de Drug Enforcement Administration (DEA) - om het gebruik en verslavende effecten van OxyContin tegen te gaan. Ten slotte volgt de reeks aanklagers Rick Mountcastle en Randy Ramseyer uit West Virginia tijdens hun onderzoek naar Purdue Pharma, de familie Sackler (de eigenaars van Purdue Pharma) en haar misleidende marketingpraktijken, die de verslavende en schadelijke effecten van OxyContin sterk afzwakten.

## Cast

### Hoofdrollen
| Acteur            | Personage         |
| ----------------- | ----------------- |
| Michael Keaton    | Dr. Samuel Finnix |
| Peter Sarsgaard   | Rick Mountcastle  |
| Michael Stuhlbarg | Richard Sackler   |
| Will Poulter      | Billy Cutler      |
| John Hoogenakker  | Randy Ramseyer    |
| Kaitlyn Dever     | Betsy Mallum      |
| Rosario Dawson    | Bridget Meyer     |

### Bijrollen
| Acteur            | Personage             |
| ----------------- | --------------------- |
| Phillipa Soo      | Amber Collins         |
| Jake McDorman     | John Brownlee         |
| Will Chase        | Michael Friedman      |
| Raúl Esparza      | Paul Mendelson        |
| Ray McKinnon      | Jerry Mallum          |
| Walter Bobbie     | Mortimer Sackler      |
| Cleopatra Coleman | Grace Pell            |
| Deja Dee          | Stephanie Mountcastle |
| Mare Winningham   | Diane Mallum          |

### Gastrollen
| Acteur         | Personage               |
| -------------- | ----------------------- |
| Rick Espaillat | Dr. Alan Spanos         |
| Pete Burris    | Sterling Moore          |
| Katie Killacky | Randys Krankenschwester |
| Dave Pileggi   | Arzt im Krankenhaus     |

## Onderscheidingen
De reeks werd 14 keer genomineerd voor de 74e Primetime Emmy Awards in 2022. De reeks won uiteindelijk twee Emmys:
- "Outstanding Cinematography For A Limited Or Anthology Series Or Movie" voor de aflevering Breakthrough Pain

- "Outstanding Lead Actor In A Limited Or Anthology Series Or Movie" voor Michael Keaton als dokter Samuel Finnix

Daarnaast ontving de reeks drie nominaties voor de 79e Golden Globe Awards. De nominatie voor "beste acteur in een televisiefilm of miniserie" voor de prestatie van acteur Michael Keaton werd verzilverd.